# Southern Football League
La Southern Football League est une ligue anglaise de non-league football couvrant les régions du Centre- et Sud- Ouest d'Angleterre, les Midlands et certaines parties du Pays de Galles. Elle regroupe trois divisions : la Premier Division, classée au niveau 7 du système pyramidal anglais et les Divisions One Midlands et One South & West toutes deux classées au niveau 8. La ligue a pour ancêtre la Southern League, créée fin XIXe siècle, qui fut jadis un championnat de football opérant dans le sud de l'Angleterre.

## Historique

Localisation de la Southern Football League.

Le football professionnel (et plus généralement le sport professionnel) s'est toujours développé plus lentement dans le Sud de l'Angleterre que dans le Nord. Ainsi, en 1885, à la suite des demandes répétées des clubs du Nord, la fédération anglaise de football accorda le statut professionnel aux clubs. Des clubs du Nord fondèrent alors la Football League en 1888 et un championnat professionnel vit le jour, mais aucun club du sud du pays (Londres inclus) ne prit part à cette épreuve. À cette époque les clubs du Sud étaient fermement opposés au professionnalisme.
Mais il apparut vite évident que la formule "championnat" était porteuse, et les clubs du Sud, tous encore amateurs, décidèrent de créer une compétition type championnat. Ce fut chose faite en 1894 avec la création de la Southern League. Cette décision était d'autant plus pressante que le club d'Arsenal, devenu professionnel, avait déjà rejoint la Football League en 1893. Neuf clubs fondèrent la Southern League : Chatham Town, Clapton, Ilford, Luton Town, Millwall Athletic, Reading, Royal Ordnance Factories, Southampton St Marys et Swindon Town. Sept autres clubs fondèrent dès la saison 1894-1895 une deuxième division.
La rivalité entre la Football League du Nord et la Southern League resta vive jusqu'à la Première Guerre mondiale. Ainsi, la FA Cup permit aux clubs du Sud de se mesurer aux clubs du Nord : Tottenham Hotspur remporta la Cup en 1901 alors que Southampton St Marys échoua en finale en 1900 et 1902. Toutefois, au fil des années, les meilleurs clubs de Southern League rejoignirent la Football League. Arsenal (1893) et Chelsea (1905) ne passèrent pas par la Southern League avant de rejoindre la Football League, en revanche Bristol City (1901), Clapton Orient (1905), Fulham (1907) et Tottenham Hotspur (1908) quittèrent la Southern League pour la Football League. Après la Grande Guerre, les meilleurs clubs de la Southern League furent incorporés à la Football League dans une troisième division. Cette fusion fut paraphée le 29 mai 1920 et prit effet au départ de la saison 1920-21.
À la suite de cette fusion, la Southern League se restructure et met en place deux poules : l'une anglaise, l'autre galloise. Cette disposition reste valable jusqu'en 1923 et la mise en place d'un groupe Est et d'un groupe Ouest. Un groupe Centre est introduit en 1934 mais disparait en 1936, la compétition se poursuit ensuite en poule unique jusqu'en 1958. En 1957-58, deux groupes géographiques sont remis en place (Est et Ouest), mais dès 1959, la Southern League inaugure une Premier Division et son antichambre, la First Division. À partir de 1971, la First Division est scindée en deux groupes géographiques, Nord et Sud. Ce dispositif est abandonné après la saison 1978-79 et la création de la Conference National, alors appelée Alliance Premier League. Treize clubs de Southern League rejoignent cette compétition qui annonce la mise en place du système pyramidal anglais.
La Southern League s'adapte à la création de la Conference National et met en place deux groupes géographiques dès la saison 1979-80, au centre, la Midland Division, au sud, la Southern Division. En 1982, la ligue retrouve sa division d'élite, la Premier Division. En guise d'antichambre, on conserve les groupes Midland et Southern. En 1999, les groupes Midland et Southern disparaissent, laissant la place aux divisions « Midland and West » et « Eastern », rebaptisées en 2004 Division One West et Division One East. En 2006, après une énième réorganisation, les groupes One West et One East sont supprimés, au profit des Division One Midlands et Division One South & West.

## Organisation
Après un nombre impressionnant de restructurations opérées au cours des dernières années, la Southern League consiste aujourd'hui en une Premier Division et son antichambre, les Division One South & West et Division One Midlands.
À la fin de chaque saison, deux clubs de Premier Division sont promus en Conference North ou en Conference South, l'affectation dépendant de leur situation géographique. Les deux clubs promus sont le champion et le vainqueur des séries éliminatoires (2e à la 5e place). Quatre clubs sont relégués au niveau 8 du système pyramidal, en Division One South & West ou en Division One Midlands.
3 clubs de Division One South & West et trois clubs de Division One Midlands sont promus en Southern Football League Premier Division ou en Northern Premier League Premier Division, dépendant de leur situation géographique. Les champions et vice-champions sont automatiquement promus, le troisième billet de montée est attribué au vainqueur des séries éliminatoires (3e à la 6e place). Dans chacun des groupes, trois clubs sont relégués au niveau 9 du système pyramidal, dans l'une des 14 divisions présentes à ce niveau :
| - Combined Counties Football League Premier Division - Eastern Counties Football League Premier Division - Essex Senior Football League - Hellenic Football League Premier Division - Kent League Premier Division - Midland Football Alliance - North West Counties Football League Division One | - Northern Counties East Football League Premier Division - Northern League Division One - Spartan South Midlands Football League Premier Division - Sussex County Football League Division One - United Counties Football League Premier Division - Wessex League Premier Division - Western Football League Premier Division |